# Association Sportive La Jeunesse d'Esch
El Jeunesse Esch es un club de fútbol de Luxemburgo de la ciudad de Esch-sur-Alzette. Fue fundado en 1907 y compite en la Division Nationale.
El club posee 28 campeonatos de la Liga de Luxemburgo, siendo el club que más veces la ha ganado.

## Historia
Fue fundado en el año 1907 con el nombre Jeunesse la Frontière d'Esch en relación con que el equipo jugaba cerca de la frontera con Francia, hasta que en 1918 cambiaron el nombre por el que tienen actualmente. En el periodo de la invasión nazi en los tiempos de la Segunda Guerra Mundial, cambiaron de nombre por el de SV Schwarz-Weiß 07 Esch debido al proceso de Germanización nazi, y jugaban en la Gauliga Moselland, siendo subcampeones en la temporada 1943-44. Luego de la liberación de Luxemburgo, el nombre fue revertido a AS la Jeunesse d'Esch.

## Uniforme
- Uniforme titular: Camiseta negra con rayas blancas, pantalón negro, medias blancas.
- Uniforme alternativo: Camiseta negra, pantalón blanco, medias negras.

## Palmarés
- Division Nationale: 28

1920-21, 1936-37, 1950-51, 1953-54, 1957-58, 1958-59, 1959-60, 1962-63, 1966-67, 1967-68, 1969-70, 1972-73, 1973-74, 1974-75, 1975-76, 1976-77, 1979-80, 1982-83, 1984-85, 1986-87, 1987-88, 1994-95, 1995-96, 1996-97, 1997-98, 1998-99, 2003-04, 2009-10
- Copa de Luxemburgo: 13

1934-35, 1936-37, 1945-46, 1953-54, 1972-73, 1973-74, 1975-76, 1980-81, 1987-88, 1996-97, 1998-99, 1999-00, 2012-13

## Participación en competiciones de la UEFA
| Temporada | Torneo                | Ronda             | Club                      | Casa | Visita | Global  |
| --------- | --------------------- | ----------------- | ------------------------- | ---- | ------ | ------- |
| 1959/60   | Copa Europea          | Preliminar        | LKS Lodz                  | 5-0  | 1-2    | 6-2     |
| 1959/60   | Copa Europea          | 1                 | Real Madrid CF            | 2-5  | 0-7    | 2-12    |
| 1960/61   | Copa Europea          | Preliminar        | Stade Reims               | 0-5  | 1-6    | 1-11    |
| 1963/64   | Copa Europea          | Preliminar        | FC Haka                   | 4-0  | 1-4    | 5-4     |
| 1963/64   | Copa Europea          | 1                 | FK Partizan               | 2-1  | 2-6    | 4-7     |
| 1967/68   | Copa Europea          | Preliminar        | Valur                     | 3-3  | 1-1    | 4-4 (v) |
| 1968/69   | Copa Europea          | 1                 | AEK Atenas FC             | 3-2  | 0-3    | 3-5     |
| 1969/70   | Copa de Ferias        | 1                 | Coleraine FC              | 3-2  | 0-4    | 3-6     |
| 1970/71   | Copa Europea          | 1                 | Panathinaikos FC          | 1-2  | 0-5    | 1-7     |
| 1973/74   | Copa Europea          | 1                 | Liverpool FC              | 1-1  | 0-2    | 1-3     |
| 1974/75   | Copa Europea          | 1                 | Fenerbahçe SK             | 2-3  | 0-2    | 2-5     |
| 1975/76   | Copa Europea          | 1                 | FC Bayern Múnich          | 0-5  | 1-3    | 1-8     |
| 1976/77   | Copa Europea          | 1                 | Ferencváros TC            | 2-6  | 1-5    | 3-11    |
| 1977/78   | Copa Europea          | 1                 | Celtic FC                 | 1-6  | 0-5    | 1-11    |
| 1978/79   | UEFA Cup              | 1                 | Lausanne Sports           | 0-0  | 0-2    | 0-2     |
| 1980/81   | Copa Europea          | 1                 | FC Spartak Moscow         | 0-5  | 0-4    | 0-9     |
| 1983/84   | Copa Europea          | 1                 | Dynamo Berlin             | 0-2  | 1-4    | 1-6     |
| 1985/86   | Copa Europea          | 1                 | Juventus FC               | 0-5  | 1-4    | 1-9     |
| 1986/87   | UEFA Cup              | 1                 | KAA Gent                  | 1-2  | 1-1    | 2-3     |
| 1987/88   | Copa Europea          | 1                 | Aarhus GF                 | 1-0  | 1-4    | 2-4     |
| 1988/89   | Copa Europea          | 1                 | Górnik Zabrze             | 1-4  | 0-3    | 1-7     |
| 1989/90   | UEFA Cup              | 1                 | Sochaux                   | 0-5  | 0-7    | 0-12    |
| 1995/96   | UEFA Cup              | 1                 | FC Lugano                 | 0-0  | 0-4    | 0-4     |
| 1996/97   | UEFA Cup              | Preliminar        | Legia Varsovia            | 2-4  | 0-3    | 2-7     |
| 1997/98   | UEFA Champions League | 1ª Clasificatoria | FC Sion                   | 0-1  | 0-4    | 0-5     |
| 1998/99   | UEFA Champions League | 1ª Clasificatoria | Grasshopper CZ            | 0-2  | 0-6    | 0-8     |
| 1999/00   | UEFA Champions League | 1ª Clasificatoria | FK Skonto                 | 0-2  | 0-6    | 0-8     |
| 2000/01   | UEFA Cup              | 1ª Clasificatoria | Celtic FC                 | 0-4  | 0-7    | 0-11    |
| 2004/05   | UEFA Champions League | 1ª Clasificatoria | FC Sheriff Tiraspol       | 1-0  | 0-2    | 1-2     |
| 2010/11   | UEFA Champions League | 2ª Clasificatoria | AIK Solna                 | 0-0  | 0-1    | 0-1     |
| 2012/13   | UEFA Europa League    | 1ª Clasificatoria | NK Olimpija               | 0-3  | 0-3    | 0-6     |
| 2013/14   | UEFA Europa League    | 1ª Clasificatoria | TPS                       | 2-0  | 1-2    | 3-2     |
| 2013/14   | UEFA Europa League    | 2ª Clasificatoria | FK Ventspils              | 1-4  | 0-1    | 1-5     |
| 2014/15   | UEFA Europa League    | 1ª Clasificatoria | Dundalk FC                | 0-2  | 1-3    | 1-5     |
| 2016/17   | UEFA Europa League    | 1ª Clasificatoria | St. Patrick's Athletic FC | 2-1  | 0-1    | 2-2 (v) |
| 2019/20   | UEFA Europa League    | 1ª Clasificatoria | Tobol                     | 0-0  | 1-1    | 1-1 (v) |
| 2019/20   | UEFA Europa League    | 2ª Clasificatoria | Vitória de Guimarães      | 0-1  | 0-4    | 0-5     |

### Récord Europeo
|                       | J  | G  | E | P  | GF | GC  | GD   |
| --------------------- | -- | -- | - | -- | -- | --- | ---- |
| AS la Jeunesse d'Esch | 77 | 10 | 8 | 59 | 60 | 236 | -176 |

## Entrenadores
- Marc Thomé (?-abril de 2019)[2]
- Sébastien Grandjean (abril de 2019-presente)[2]